# 刘雅瑟
刘雅瑟（1989年1月13日—），本名刘欣，汉族，中国女演员、歌手，英皇娛樂旗下藝人，曾為中国偶像团体OP组合成员之一。2013年，因出演电影《致我们终将逝去的青春》中“朱小北”一角而备受关注。2022年，憑电影《智齒》獲得香港電影金像獎最佳女主角。

## 主要经历
刘欣出生于湖南省衡阳市的普通工人家庭。2004年，正读高二的刘欣报名参加湖南经视选秀节目《明星学院》，尽管唱功平平，但以独特中性形象收获观众支持，最终获得季军，正式进入娱乐圈。2005年，发行首张个人单曲《到底怕不怕我不怕你怕不怕我不怕》。高中毕业后，刘欣就读于北京一家民办影视学校，学习表演。2006年，被导演吕乐选中，在处女作电影《十三棵泡桐》出演女主角“何风”。
2007年，連同马海生、吴斌和高阳组成OP组合参加东方卫视选秀节目《我型我秀》，获得全国冠军。2009年，参加湖南卫视选秀节目《2009快乐女声》获得金鹰网直通区10强，在20强突围赛时被淘汰。
2012年，改名为刘雅瑟，意为“优雅地嘚瑟”，2013年，出演赵薇导演电影《致我们终将逝去的青春》中“朱小北”一角而为人熟识，此后接拍了《等风来》《匆匆那年》《失孤》等电影。
2016年7月，签约唐人影视，出演《青丘狐传说》《仙剑云之凡》，首次参演香港电影《幸運是我》。
2018年，签约浙江广电集团旗下的蓝蓝经纪，参与了《我就是演员》《演员请就位》等演技综艺节目。
2020年10月，凭《荒野咖啡馆》获得第4届平遥国际电影展费穆荣誉·最佳女演员奖。2020年12月，簽約英皇娛樂。
2022年，憑電影《智齒》榮獲第28屆「香港電影評論學會大獎」最佳女演員獎、「香港電影導演會年度大獎」最佳女主角獎、「第40屆香港電影金像獎」最佳女主角獎，以及獲得「第59屆金馬獎」最佳女主角獎提名。

## 影视作品

### 电视剧
| 首播年份 | 剧名                     | 角色     | 備註                        |
| 2004年   | 《明星学院之“魔法城堡”》 | 刘欣     |                             |
| 2014年   | 《午夜計程車》           | 芳芳     | 網絡劇                      |
| 2015年   | 《小野兽花店》           | 银行经理 | 網絡劇                      |
| 2015年   | 《你是我的姐妹》         | 安乐     |                             |
| 2016年   | 《青丘狐传说》           | 苏喜     | 「 （页面存档备份，存于）」 |
| 2016年   | 《仙劍雲之凡》           | 方采薇   | 「 （页面存档备份，存于）」 |
| 2016年   | 《女不强大天不容》       | 江天佑   |                             |
| 2018年   | 《新万家灯火》           | 冯小夏   |                             |
| 2018年   | 《小心！我要放大招了》   | 赵小辛   | 網絡劇                      |
| 2020年   | 《在一起》               | 趙穎     | 單元《火神山》              |
| 2021年   | 《那时的我們》           | 叶可     |                             |
| 2024年   | 《太陽星辰》             | 陳凱晴   | 網絡劇                      |
| 待播出   | 《隐身的名字》           | 柏庶     | 網絡劇                      |
| 待播出   | 《剥茧》                 | 祝青越   | 網絡劇                      |
| 待播出   | 《疯狂的黑鱼》           | 袁茵     | 網絡劇                      |

### 电影
| 上映年份 | 电影名                     | 角色             | 备注                              |
| 2006年   | 《十三颗泡桐》             | 何风             |                                   |
| 2009年   | 《午夜出租車》             |                  | 客串                              |
| 2009年   | 《与时尚同居》             |                  | 客串                              |
| 2012年   | 《戒烟不戒酒》             | 严蒙蒙           |                                   |
| 2012年   | 《夜戲》                   |                  | 短片                              |
| 2012年   | 《誰說大象不能跳舞》       | 李真             |                                   |
| 2012年   | 《飲食男女2012》           | 侯语凡表妹       |                                   |
| 2013年   | 《临时监护人》             | 龚文文室友       | 微电影 （页面存档备份，存于）     |
| 2013年   | 《致我们终将逝去的青春》   | 朱小北           |                                   |
| 2014年   | 《等风来》                 | 李美兰（李熱血） |                                   |
| 2014年   | 《匆匆那年》               | 七七             |                                   |
| 2014年   | 《愛情進化論 》            | 潘小星           |                                   |
| 2015年   | 《失孤》                   | 小居             |                                   |
| 2015年   | 《 摇滚英雄》              | 姜春晓           | （页面存档备份，存于）            |
| 2015年   | 《爱之初体验》             | Yuki             |                                   |
| 2016年   | 《恭喜发财之谈钱说爱》     | 珊珊             |                                   |
| 2016年   | 《发条城市》               | 多多             |                                   |
| 2016年   | 《幸運是我》               | 小月             |                                   |
| 2017年   | 《看不見的TA之美男宅急便》 | 日本留學生       | 微電影-oppo手機                   |
| 2018年   | 《鏡像人.明日青春》        | 關北             |                                   |
| 2020年   | 《看不见的枕边人》         | 沈亦桢           | 網絡電影                          |
| 2020年   | 《麦路人》                 | 梁惠妍（媽媽）   |                                   |
| 2020年   | 《荒野咖啡馆》             | 寒远芳           | 平遙影展首映                      |
| 2021年   | 《智齒》                   | 王桃             | 2017開拍                          |
| 2022年   | 《团圆饭》                 | 劉子虹           | 新加坡電影 （页面存档备份，存于） |
| 2023年   | 《极地密码》               | 罗兰             | 網絡電影                          |
| 2023年   | 《 奇门遁甲2 》            | 風小小           | 網絡電影                          |
| 2023年   | 《天龙八部之乔峰传》       | 阿紫             | （页面存档备份，存于）            |
| 2023年   | 《夜的出口》               | 出租車司機       | 微電影-豐田汽車                   |
| 2023年   | 《好奇的不是猫》           | 阿达             | VOGUEfilm短片                     |
| 2023年   | 《前任4：英年早婚》        | 柳柳             |                                   |
| 2023年   | 《我本是高山》             | 付春盈           |                                   |
| 2023年   | 《潛行》                   | 夏薇             |                                   |
| 2024年   | 《海關戰線》               | Ying             |                                   |
| 2024年   | 《刺猬》                   | 叶芳芳           |                                   |
| 2024年   | 《誤殺3》                  | 雅音             |                                   |
| 待上映   | 《玩火》                   | 嘉芸             |                                   |
| 待上映   | 《芯動》                   | 柯小梓           |                                   |
| 待上映   | 《像我這樣的愛情》         |                  |                                   |
| 待上映   | 《餘生請多指教》           | 小春             |                                   |

## 綜藝節目
| 首播年份 | 节目名                | 播出平台          | 備註                                  |
| 2004     | 明星学院              | 湖南经视          | 用“刘欣”名，总决选季军                |
| 2007     | 2007我型我秀          | 东方卫视          | 用“刘欣”名，冠军OP组合成员            |
| 2009     | 2009快樂女聲          | 湖南卫视          | 用“刘欣”名，全国20强突围赛战中被淘汰  |
| 2016     | 實習鬼吹燈            | 优酷              | 電影場景真人秀 （页面存档备份，存于） |
| 2018     | 我就是演員            | 浙江衛視          | 第九期                                |
| 2019     | 演員請就位            | 騰訊視頻          | 第一期                                |
| 2020     | 星辰大海计划          | 电影频道 (CCTV-6) | 青年演员优选计划                      |
| 2023     | 乘风2023              | 芒果TV、咪咕视频  |                                       |
| 2023     | 令人心动的offer第四季 | 腾讯视频          | 第九期嘉宾                            |
| 2024     | 今晚開放麥第二季      | 東方衛視、百視TV  | 第一期嘉賓                            |

## 獎項紀錄
| 年份 | 典禮類型                     | 獎項               | 作品           | 結果 |
| ---- | ---------------------------- | ------------------ | -------------- | ---- |
| 2014 | 第9屆華語青年影像論壇        | 年度女演員         | 《搖滾英雄》   | 獲獎 |
| 2016 | 第1屆金色銀幕獎              | 最佳女配角         | 《幸運是我》   | 提名 |
| 2020 | 第4屆平遙國際電影展          | 費穆榮譽最佳女演員 | 《荒野咖啡館》 | 獲獎 |
| 2020 | 第39屆香港電影金像獎         | 最佳女配角         | 《麥路人》     | 提名 |
| 2020 | 第2屆香港電影我撐場民選大獎  | 最撐女配角         | 《麥路人》     | 提名 |
| 2022 | 第17屆香港電影導演會年度大獎 | 最佳女主角         | 《智齒》       | 獲獎 |
| 2022 | 第12屆香港電影編劇家協會     | 最佳角色演繹       | 《智齒》       | 提名 |
| 2022 | 第40屆香港電影金像獎         | 最佳女主角         | 《智齒》       | 獲獎 |
| 2022 | 第28屆香港電影評論學會大獎   | 最佳女演員         | 《智齒》       | 獲獎 |
| 2022 | 第59屆金馬獎                 | 最佳女主角         | 《智齒》       | 提名 |

## 音乐作品
- 2004年 单曲《到底怕不怕我不怕你不怕不怕我不怕》，收录于《明星学院》合辑
- 2009年 单曲《放手的勇气》
- 2010年 单曲《看不惯》

### 派台歌曲成績（香港）
| 派台歌曲成績（五台） | 派台歌曲成績（五台） | 派台歌曲成績（五台） | 派台歌曲成績（五台） | 派台歌曲成績（五台） | 派台歌曲成績（五台） | 派台歌曲成績（五台） | 派台歌曲成績（五台）            |      |
| -------------------- | -------------------- | -------------------- | -------------------- | -------------------- | -------------------- | -------------------- | ------------------------------- | ---- |
| 唱片                 | 歌曲                 | 903                  | RTHK                 | 997                  | TVB                  | ViuTV                | 備註                            | 備註 |
| 2023年               |                      |                      |                      |                      |                      |                      |                                 |      |
|                      | 道理都懂             | -                    | -                    | -                    | -                    | ×                    | 電影《潛行》陪伴曲              |      |
| 2024年               |                      |                      |                      |                      |                      |                      |                                 |      |
|                      | 跟我做自己           | ×                    | 19                   | -                    | -                    | ×                    | 與芝芙合唱 新城國語力排行榜：10 |      |

| 903 | RTHK | 997 | TVB | ViuTV | 備註              |
| 0   | 0    | 0   | 0   | 0     | 五台冠軍歌總數：0 |

- （*）上榜中
- （-）未能上榜
- （×）沒有派往該台